# M'Bout
M'Bout este o comună din departamentul M'Bout, Regiunea Gorgol, Mauritania, cu o populație de 8.899 locuitori.